# 한언 묘와 묘표
한언 묘와 묘표는 대한민국 경기도 부천시 소사구 계수동에 있다. 1998년 2월 5일 부천시의 향토문화재 제2호 한언 신도비로 지정되었다가, 2012년 5월 2일 한언 묘와 묘표로 명칭이 변경되었다.

## 개요
청평군 한언 묘표(淸平君 韓堰 墓表)는 부천시향토유적 제2호로 소재지는 경기도 부천시 소사구 계수동 산3-15번지이다.
조선 초기의 문신으로 계수동에 살았던 한언(韓堰, 1448~1492)은 본관은 청주, 자는 옥경(沃卿)이다. 한명진(韓明溍)의 아들이며 영의정 한명회(韓明澮)의 조카이다. 어릴 때부터 재능이 뛰어난 한언은 22세가 되던 해에 진사시험에 장원급제하였고, 높은 벼슬에 올라서도 항상 겸손함을 잃지 않아 많은 사람들이 그를 칭찬하였다고 한다.
비석 위 부분에는 뿔없는 용이 서린 모양을 새긴 이수가 있으며 석재는 철분이 많이 포함된 대리석이다. 규모는 다른 신도비에 비해 아주 작은 편이다. 신도비의 규모가 작은 데에는 이유가 있다.
1492년 여름 명나라 효종이 태자를 책봉하니 사신을 파견하여 경사를 축하하려 할 때 사은사로 선발하려고 하였으나 그는 어머님이 연로하여 고사하였다. 그러나 오로지 다른사람의 어려움에 대해 피하지 않고 힘써 도리대로 행했던 한언은 결국 사은사(謝恩使)로 중국에 갔다가 9월 병환으로 중국 회동관에서 45세의 일기로 세상을 떠났다. 이에 명나라 효종이 예부낭중 임전을 보내 제사를 올리고 관리를 파견하여 유해를 조선까지 호송하도록 편의를 제공해 주었다. 임전이 유해를 모셔올 때 신도비와 문인석 등 묘역에 쓰일 물건도 함께 가져왔기 때문 문인석도 조선의 전통적인 양식이 아닌 중국식 복장을 한 중국 양식이다.